# Japanse trekzaag

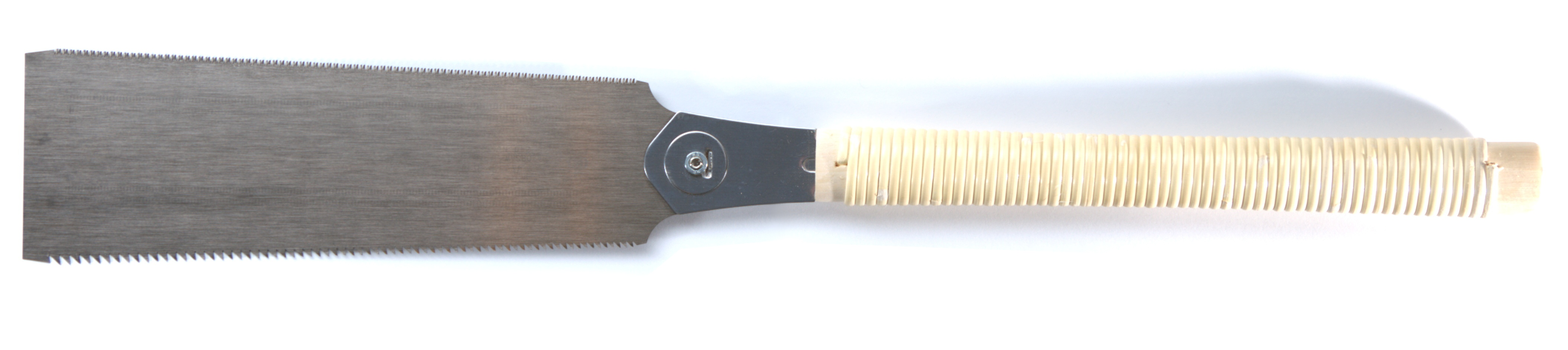
Een zogeheten ryoba. Dit type Japanse trekzaag is in onderdelen uitneembaar en voorzien van twee verschillende rijen zaagtanden. Een rij tanden is geschikt om mee te schulpen en een rij tanden voor het afkorten.

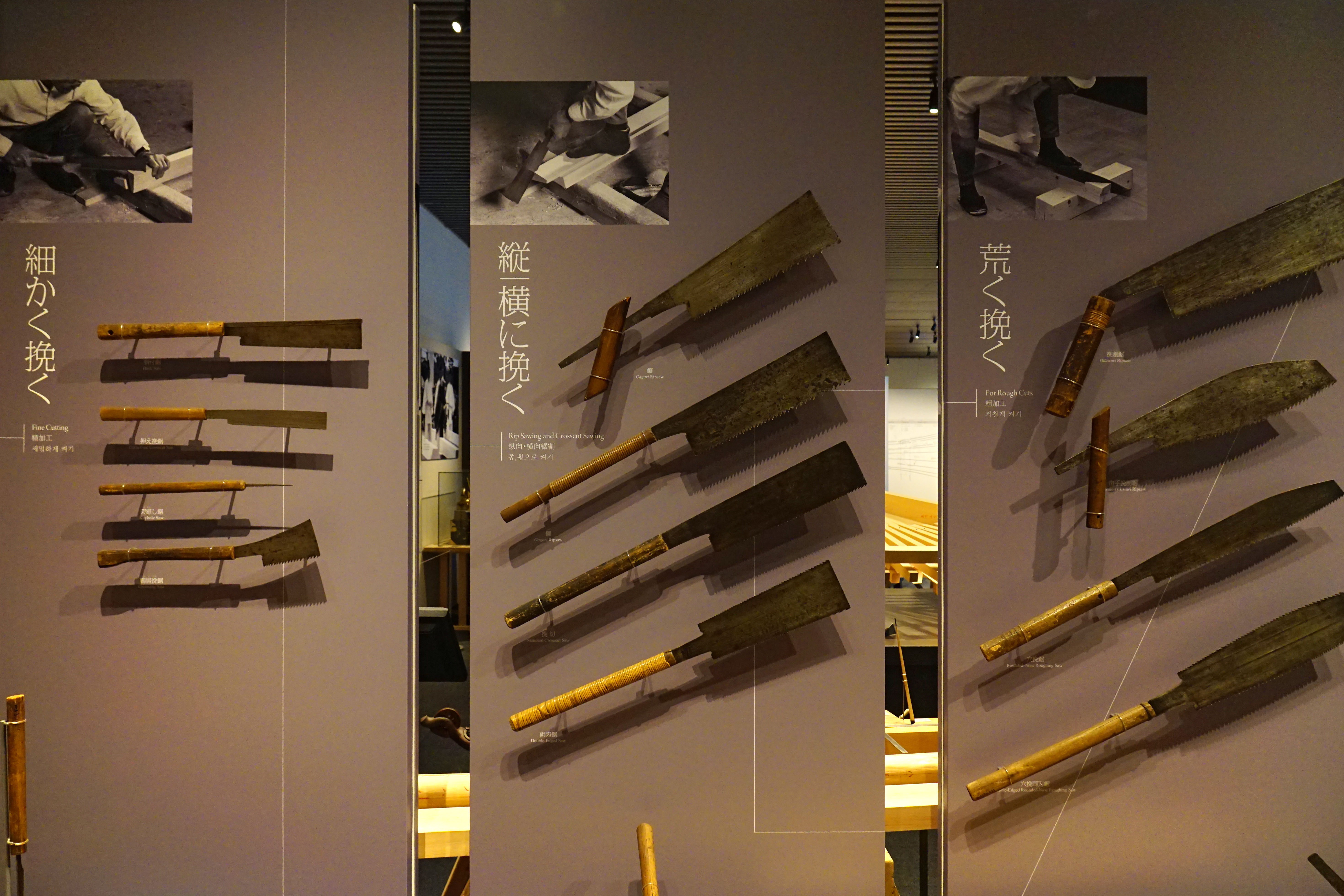
Een collectie verschillende Japanse zagen in het Takenaka museum voor houtbewerkingsgereedschappen in Kobe, Japan.

Een Japanse trekzaag of Nokogiri is een handzaag om hout precies te zagen. 
De Japanse trekzaag verspaant tijdens de trekkende beweging. Hierdoor zijn een zeer dun blad en vertanding mogelijk, hetgeen de zaag geschikt maakt voor precisiewerk.
Er zijn drie type zagen:
1. Ryoba: een zaag met twee rijen zaagtanden.
2. Dozuki: geschikt voor fijn zaagwerk.
3. Kataba: geschikt voor het zwaardere zaagwerk.